# Єлисей Плетенецький
Єлисе́й Плетене́цький (в миру — Олександр Миха́йлович, за іншими даними — Томашевич; між 1550 і 1554 — 29 жовтня 1624) — український православний церковний, культурний і громадський діяч, просвітитель, письменник. Архімандрит Києво-Печерської лаври. Засновник Лаврської друкарні й першої в Центральній Україні паперової фабрики. Святий місцевого шанування Київської єпархії, канонізований ПЦУ.

## Ранні роки
За даними найновіших досліджень, проведених докторами історичних наук Леонідом Тимошенком (Дрогобицький педагогічний університет ім. І. Франка) та Наталею Білоус (Інститут історії України НАНУ, Національний заповідник «Києво-Печерська лавра»), Єлисей (в миру Олександр) Плетенецький народився у Львові в міщанській родині, нобілітованій за сприяння князя Василя-Костянтина Острозького. Мати ймовірно походила з села Плетеничі в Руському воєводстві (тепер Львівського району Львівської області), неподалік від Золочева — звідси й його прізвище.[джерело не вказане 384 дні]
Повідомлення про його ранні роки й початок церковної діяльності непевні. Відомо лише, що освіту отримав у братських школах Львова і Острога. Згідно з деякими джерелами, Олександр Плетенецький спочатку віддавав перевагу військовій кар'єрі.
Чернечий постриг прийняв під іменем Єлисей — за одними даними, в Межигірському монастирі, за іншими — в Києво-Печерській лаврі.

## Архімандрит Ліщинського монастиря. Обрання архімандритом Києво-Печерської лаври
1595 року Єлисей Плетенецький був обраний на архімандрита Лещинського монастиря в Пінську. У грудні 1596 року він узяв участь у Берестейському соборі противників церковної унії (в цей же час у Бресті проводився собор, де ця унія укладалася). Дещо раніше, 23 жовтня того ж року у Володимирі проходив собор противників унії, на якому був винесений протест проти поєднання православної і католицької церкви в Речі Посполитій. Протест був підписаний тодішнім архімандритом Києво-Печерської лаври Никифором Туром і архімандритом ліщинським Єлисеєм Плетенецьким.

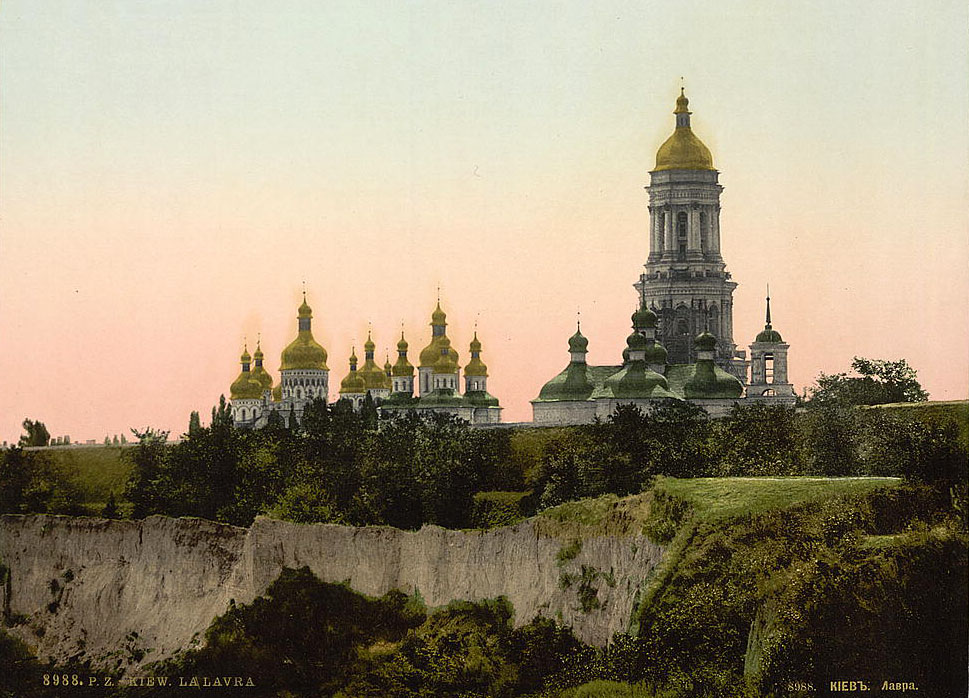
Києво-Печерська лавра. Знімок кінця XIX ст.

Того ж року з невідомих ближче причин (очевидно, через свою позицію в питанні унії) Плетенецький був відсторонений від архімандритства і позбавлений сану. Попри те, спираючись на своїх прибічників і на князя — воєводу київського Василя-Костянтина Острозького, продовжував керувати монастирем до обрання його архімандритом Києво-Печерської Лаври.
У вересні 1599 року обраний архімандритом Києво-Печерської лаври після смерті її попереднього архімандрита Никифора Тура. Обрання Плетенецького, креатури князя — воєводи київського Василя-Костянтина Острозького і козаків, проходило в умовах гострої конкуренції з висуванцем короля Іпатієм Потієм, котрий на той момент уже був митрополитом київським. Під претекстом нагляду за виборами король Сигізмунд ІІІ послав до Лаври київського римо-католицького єпископа Кшиштофа Казимирського, але князь Острозький не пустив його в обитель. Таким чином, пройшло двоє виборів: прибічники унії підтримали Потія, прибічники православ'я (дизуніти) і воєводи київського — Єлисея Плетенецького.

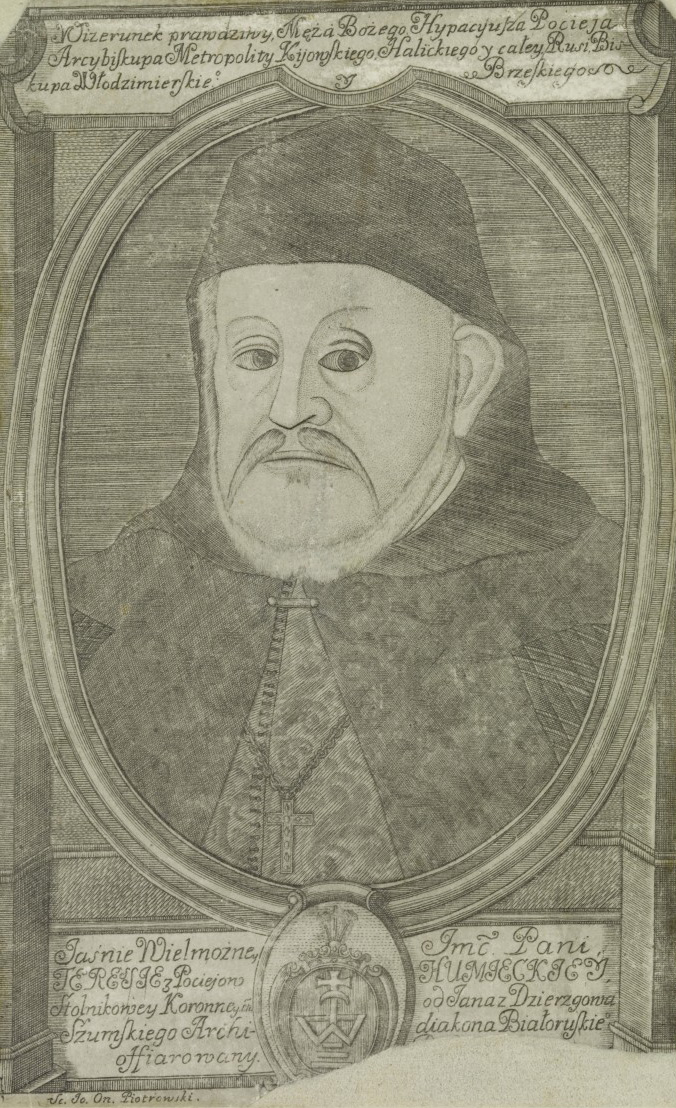
Іпатій Потій, київський греко-католицький митрополит. Медіорит XVIII ст.

Затвердження Єлисея Плетенецького києво-печерським архімандритом сталося однак кількома роками пізніше. Попри те, що папа римський Климент VIII свого часу видав буллу про передачу Лаври греко-католикам, Костянтин Острозький відправив православного Єлисея Плетенецького до папського нунція, наполягаючи, аби той сприяв затвердженню його протеже як новообраного архімандрита на його новій посаді. Це був досить сміливий крок з боку князя — адже після Берестейської унії православна ієрархія, котра не визнала її, опинилася поза законом. Правда, при цьому князю довелося пообіцяти понтифіку сприяти процесу об'єднання з Римом. Нунцій однак поставив умову: «спочатку об'єднання, потім затвердження Плетенецького». Зрештою, папа 19 липня 1603 року скасував свою буллу про передачу Києво-Печерської Лаври греко-католикам, а Єлисея Плетенецького король затвердив лаврським архімандритом. Однак грамоту на архімандритство Сигізмунд ІІІ видав Плетенецькому двома роками пізніше — 22 лютого 1605 року після відповідного рішення сейму. Що ж до князя Костянтина, то він, отримавши очікуване, поновив боротьбу з унією і особисто з Іпатієм Потієм — на той час київським митрополитом, підтримуючи в цьому і Плетенецького.
Перше, що зробив Єлисей Плетенецький на посаді архімандрита — повернув «общежительне правило» за чином Василія Великого в Лаврі, що було розхитане за його попередника. Водночас він турбувався про покращення побутових умов ченців Лаври. Єлисей Плетенецький також проводив ремонтні і реставраційні роботи в головному лаврському храмі — Свято-Успенському соборі.
Плетенецький також став відомий через свою благодійну діяльність. За його наказом, з монастирських запасів кожному, хто просив, давали хліб і гарячу їжу. При Лаврі була також побудована кухня для старих жебраків.
Ймовірно, Плетенецький був причетний до заснування Китаївської пустині, яку започаткували деякі лаврські ченці; надалі пустинь поповнювалася ченцями-втікачами з інших монастирів, чиї ігумени визнали Берестейську унію. За його архімандритства в Києві також з'явився Вознесенський жіночий монастир.
Вважається засновником Печерського Вознесенського монастиря.

## Боротьба проти церковної унії та за повернення відібраних лаврських маєтностей
Наступного місяця після виборів нового лаврського архімандрита (12 жовтня 1599) Іпатій Потій спробував за допомогою спеціальної комісії на чолі з оршанським возним Зенковичем реквізувати маєтності Лаври. Однак прибічники Плетенецького, переважно козаки, поставили збройний опір.
1608 року митрополит Іпатій Потій спробував відсторонити Плетенецького від архімандритства. Приводом став виступ частини печерських ченців проти архімандрита, звинуваченого ними у витраті надлишків доходів Лаври з невідомою метою — «которая бы рачей на потребы монастирскіє яко и чернецкіє оборочати ся міла»
«Можна думати, що вже тодї архимандрит почав щось уймати з видатків на сите і п'яне монастирське життя, призначаючи на інші, культурні потреби», — вважав український історик Михайло Грушевський, вбачаючи в цьому причину невдоволення лаврських ченців.
10 вересня того ж року Потій призначив ієродиякона Антонія Грековича своїм намісником у Лаврі. Але за Плетенецького вступилися козаки і київська православна шляхта, а значна частина лаврських ченців відмовилася визнати владу представника греко-католицького митрополита. У лютому 1618 року Антоній Грекович був утоплений козаками в ополонці на Дніпрі.
Аби убезпечити надалі Києво-Печерську Лавру від претензій Іпатія Потія, Єлисей Плетенецький добився для неї ставропігії, тобто безпосереднього підпорядкування патріарху Константинопольському, а не місцевій церковній владі (щоправда, король Сигізмунд III ще 1603 року на вимогу руських послів сейму відділив Лавру від київської митрополії).
Навесні 1612 року Єлисей Плетенецький зустрічається з митрополитом софійським Неофітом, котрий на тривалий час осідає в Києво-Печерській Лаврі. Неофіт фактично перебирає на себе функції київського православного митрополита (освячував церкви, висвячував священиків), становлячи цим конкуренцію Іпатію Потію. Потій попервах не наважувався нічого вчинити наперекір, оскільки Неофіта охороняли козаки, київські православні шляхтичі і міщани. Однак пізніше розпочав проти Неофіта і київського православного духовенства (в тому числі і Плетенецького) судовий процес у Люблінському трибуналі. Справа однак була спущена на гальмах. Православні духовні на суді заявили, що не доручали митрополиту Неофіту святити церкви і висвячувати священиків, а інші заявили, що не визнають юрисдикції трибуналу і його рішень.
Після смерті Іпатія Потія (18 липня 1613) Єлисей Плетенецький за допомогою козаків Петра Сагайдачного силою повернув Лаврі маєтності, забрані королем Сигізмундом III на користь київської греко-католицької митрополії ще за життя Потієвого попередника — Михайла Рагози. Наступник Потія — митрополит Йосиф Вельямин Рутський подав на Плетенецького до суду, справу виграв, але лаврський архімандрит не віддав захоплені маєтності. Свої дії він мотивував тим, що покійний Рагоза мав борги перед Лаврою. Возному київського воєводства, який мав провести виконання судового вироку, архімандрит пояснив, що утримуватиме захоплені маєтності до покриття боргів, в разі ж потреби готовий доходити своїх прав силою зброї.
Зрештою, Рутський зрікся тих маєтностей за певну суму відступного, а 1616 року король Сигізмунд III остаточно затвердив їх за Києво-Печерською лаврою.

## Контакти зі Лжедмитрієм І
1601 року архімандрит Єлисей Плетенецький проводив переговори із Лжедмитрієм — Григорієм Отреп'євим, котрий зупинявся в Лаврі по дорозі на Острог. Під час візиту Лжедмитрія І до Лаври його супроводжував старець Варлаам. У своєму звіті на ім'я московського царя Василія Шуйського, писаному в травні 1606 року, Варлаам повідомляє, що він і Отреп'єв, коли той був іще іноком, зустрічалися особисто з Плетенецьким у Києво-Печерській Лаврі:
| «В Киеве в Печерском монастыре нас принял архимандрит Елисей, и в Киеве всего жили три недели, и Гришка захотел ехать к киевскому воеводе князю Василию Острожскому, и отпросился у братии и у архимандрита Елисея Плетенецкого. И я архимандриту Елисею и братии говорил о нем и бил челом, что он собирался жить в Киеве в Печерском монастыре ради душевного спасения, а потом идти к святому граду Иерусалиму к Господнему Гробу, а ныне идет в мир к князю Василию Острожскому и хочет иноческое платье сбросить, и он будет воровать, и Богу и пречистой Божьей матери солгал. И мне архимандрит Елисей и братия говорили: “Здесь-де земля в Литве вольная: кто в какой вере хочет, в той и пребывает”. И я бил челом архимандриту и братии, чтобы позволили жить мне у себя в Печерском монастыре, но архимандрит и братия мне не дали». |.

## Видавнича діяльність
1615 року за наказом Єлисея Плетенецького в Києво-Печерській лаврі була побудована друкарня. Обладнання для неї було закуплене у львівського єпископа Гедеона Балабана і його сина Федора, котрі до того тримали свою друкарню у Стрятині. В лаврській типографії почали друкуватися не лише церковні, але й світські книги. Виходили вони староруською книжною мовою, польською і латиною. Майстри друкарської справи були не лише з Києва, а й більшість Плетенецький знайшов на Галичині.

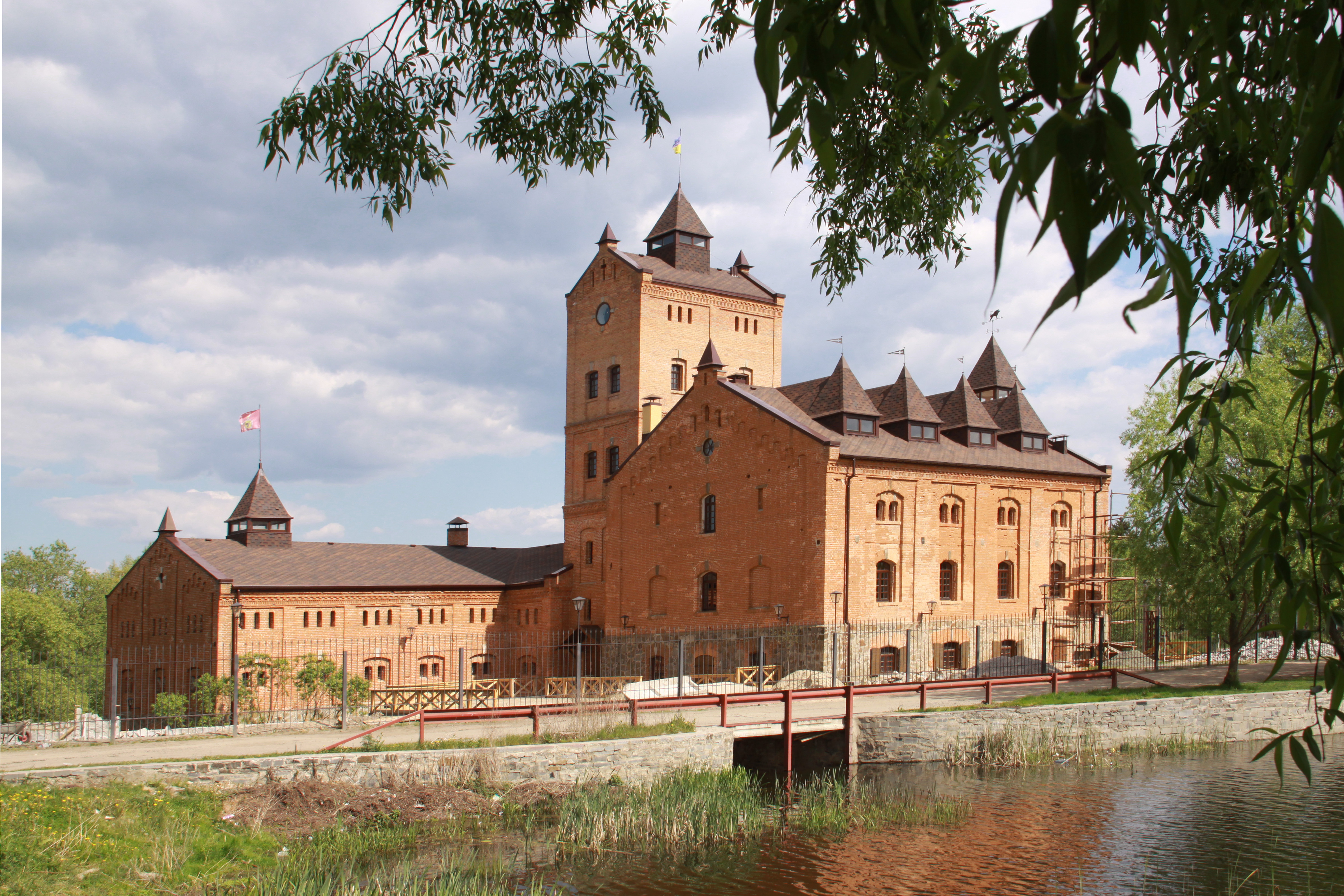
Споруда млина на місці папірні XVII століття, спорудженої за повелінням Єлисея Плетенецького. Радомишль, історико-культурний комплекс «Замок Радомисль»

З моменту заснування друкарні й до смерті архімандрита лаврська друкарня видала 11 книжок. Серед них були не лише церковні книги, але і полемічні, філософські твори. Першою книгою, яка вийшла в лаврській друкарні, стала церковно-служебна книга «Часослов» (1616), котру також використовували для викладання в школах. Книга ця була невелика за форматом, містила понад 200 сторінок. Відкривалася вона вступним словом Єлисея Плетенецького. Крім служебних текстів, у «Часослові» містилися твори деяких українських авторів. Книга зробилася популярною серед киян, вони просили Плетенецького збільшити її наклад. Донині збереглося чотири копії лаврського «Часослова», всі вони знаходяться в музеях Росії (три в Москві, один у Петербурзі).
Спочатку, порадившись перед тим із братією Лаври, планував друкування «Антологіону» (збірку святкових служб, що містила також полемічні тексти), але робота над ним затяглася до січня 1619 року (книга нараховувала 1212 сторінок, містила гравюри, тексти були набрані кількома різними шрифтами). За цей час, крім «Часослова», була видана книга панегіричної поезії «Візерунок цнот превелебного в Бозі єго милости господина отця Єлисея Плетенецького» (1618). Вона була написана Олександром Митурою і стала першою збіркою поезії, виданою в Києві. До наших днів збереглася єдина копія цієї збірки, яка зберігається в Російській державній бібліотеці в Москві.
Були видані також «Номоканон» (1620), «Служебник» (1620), шкільні підручники. Виходила, крім «Антологіону», й інша перекладна література. Наприклад, «Бесіди Івана Золотоустого на 14 послань святого апостола Павла» (1623), «Бесіди Іоанна Златоуста на діяння святих апостолів» (1624). Обидві книги вийшли в рамках проекту підготовки повного видання творів Іоанна Златоуста, котрий однак не був доведений до кінця.
З авторської полемічної літератури найбільш знаковою стала «Книга о вірі єдиній» (1621), написана імовірно Захарією Копистенським.
Книги, що їх друкували в київській лаврській типографії, стали популярними і в сусідній Московії, особливо в «Смутні часи» по «Димитріаді», коли книгодрукування там занепало.
Для забезпечення друкарні папером за наказом Єлисея Плетенецького була зведена в Радомишлі (між 1612 і 1616 рр.) паперова фабрика (папірня) — перше в Центральній Україні підприємство подібного профілю (нині на її місці розташований Музей української домашньої ікони). Папір, що випускався там, маркувався за життя Плетенецького водяним знаком у вигляді його особистого герба.

## «Лаврський гурток» православних інтелектуалів

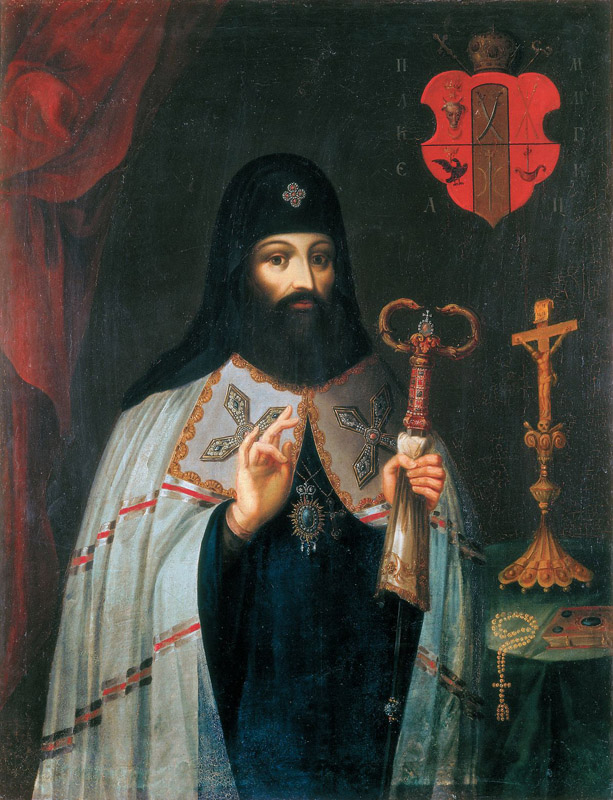
Петро Могила (1597 —1647) — виходець із «кола православних інтелектуалів», заснованого Єлисеєм Плетенецьким, митрополит київський і галицький

З іменем Єлисея Плетенецького пов'язується виникнення церковно-просвітницького і культурницького осередку на базі Києво-Печерської Лаври. Печерський архімандрит згуртував навколо себе найвидатніших тогочасних православних релігійних і освітніх діячів. Серед яких були енциклопедист і філолог, ієромонах Павло (Памво) Беринда. До 1616 року він працював у львівській братській друкарні, але потім Плетенецький запросив його особисто, як знавця грецької мови і знавця друкарської справи, для роботи над «Антологіоном». Беринда погодився не одразу — Плетенецькому довелося писати йому листи кілька разів. Але після видання «Антологіону» Памво Беринда залишився в Києві і надалі брав участь у інших видавничих проектах Лаври.
До лаврського інтелектуального кола належали також: богослов, протопіп Лаврентій Зизаній; наступник Плетенецького на архімандритстві, ієромонах Захарія Копистенський; Тарасій Земка; майбутній митрополит Київський і Галицький Йов Борецький; майбутній лаврський архімандрит, а згодом також митрополит Київський і Галицький — Петро Могила та інші. Коло їхньої ерудиції і зацікавленості було широким: богослов'я, філософія, лінгвістика, географія, образотворче мистецтво, антична і ренесансна західноєвропейська література, літературний переклад.
До гуртка Плетенецький запросив також Йова Княгиницького — засновника Манявського скиту, колишнього викладача Острозької академії, близького до родини Михайла і Раїну Вишневецьких. Але через розбіжність із лаврськими інтелектуалами в поглядах на суть чернецтва Княгиницький невдовзі покинув Лавру і повернувся до свого скиту. Якщо для Плетенецького чернецтво було одним із засобів служіння людям, то Княгиницький розглядав його лише як засіб спасіння від мирського «лживого царства диявола». На його погляди очевидно вплинуло те, що він протягом більш ніж 13 років жив на Афоні, куди був відправлений князем Василем-Костянтином Острозьким. Там Княгиницький спілкувався із Іваном Вишенським, відомим своїми консервативними поглядами, який заперечував будь-які інтелектуальні контакти православних церковних діячів із Заходом.
Попри те, Плетенецький з повагою ставився до Княгиницького і неодноразово звертався до нього з проблемних питань, що стосувалися церковного життя.
«Гурток Плетенецького» сприяв поверненню Києву ролі великого гуманітарного та політичного центру руської частини Речі Посполитої. Видані за участі членів гуртка книжки отримали розповсюдження не лише в Речі Посполитій, але й у Московському царстві, інших слов'янських землях (Болгарії, Сербії) — зокрема «Великий катехізис» під редакцією Лаврентія Зизанія, укладений Памвою Бериндою «Лексикон словенороський» — перший український словник. Він містив переклад на староруську (староукраїнську) книжну мову близько семи тисяч слів церковнослов'янської мови, а також деяких інших слів іноземного походження. Словник витримав кілька перевидань, у тому числі за межами Речі Посполитої.
Того ж 1615 року Єлисей Плетенецький узяв участь в організації школи Богоявленського братства, співзасновником якого він був. За зразок була взята львівська братська школа, де колись навчався сам Плетенецький. Пізніше, вже за архімандритства Петра Могили, будучи об'єднаною з лаврською школою, Богоявленська братська стане частиною Києво-Могилянської колегії. Спонсором школи Богоявленського братства стала дружина мозирського воєводи Єлизавета (Галшка) Гулевич, яка пожертвувала на неї значну частину своїх маєтностей. Пізніше школою опікувався козацький гетьман Петро Сагайдачний, котрий разом з усіма січовиками записався до Богоявленського братства, допомагаючи їй у тому числі фінансово. На кошти козаків був зведений головний храм братства — Богоявленська церква.
Навчання в школі було безкоштовним. Заняття проводив особисто Єлисей Плетенецький, а також його «гуртківці» — Беринда, Зизаній та інші. У братській школі викладалися латина, богослов'я, риторика, географія, граматика. Серед учнів школи були також вихідці з Московії.

## Відновлення православної ієрархії
1620 року Єлисей Плетенецький разом із Петром Сагайдачним намовив єрусалимського патріарха Феофана відновити скасовану королем Сигізмундом ІІІ православну ієрархію. Переговори, ймовірніше за все, відбувалися в Києво-Печерській Лаврі, де Феофан зупинився по дорозі з Москви. Патріарх спочатку не хотів цього робити, оскільки мав непогані стосунки з річпосполитським королівським двором і дорожив ними. Але зрештою погодився — «за пожертвування» (буквально: «за даровизну»).
Процедура відновлення православної ієрархії суперечила тодішньому законодавству Речі Посполитої, згідно з яким найвищих православних церковних ієрархів затверджував особисто король. Наказ Сигізмунда ІІІ заарештувати патріарха і учасників процесу відновлення не був виконаний. Феофана і новообраних архієпископів та митрополита (ним став член заснованого Плетенецьким «лаврського гуртка» Іов Борецький) охороняли козаки, а Сигізмунду ІІІ йшлося про набір війська для протистояння Туреччині після нещасливої для Речі Посполитої Цецорської битви (1620), яка закінчилася загибеллю великого коронного гетьмана Станіслава Жолкевського і полоном польного гетьмана Станіслава Конецпольського.
Офіційного відновлення православної ієрархії (з її, однак, подальшою заміною) домігся 1632 року інший член гуртка Плетенецького — Петро Могила, коли Сигізмунда ІІІ заступив на троні його син Владислав IV.

## Смерть і похорон

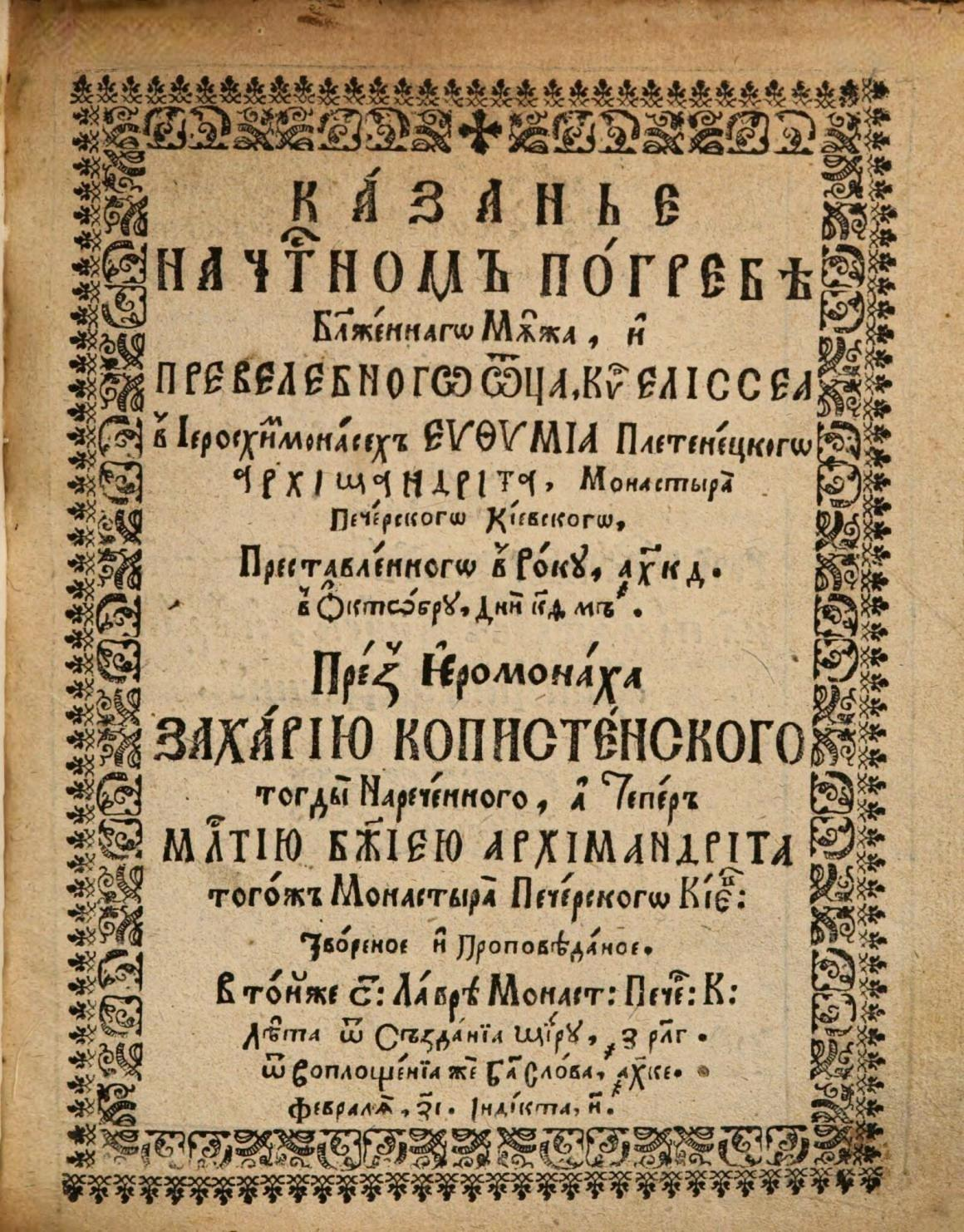
Промова Захарії Копистенського на похоронах Єлисея Плетенецького. Друкарня Києво-Печерської лаври, 1625

Сучасники високо оцінювали діяльність Єлисея Плетнецького, спрямовану на відродження церковного і культурного життя православної частини Речі Посполитої. За словами Захарії Копистенського, ієромонаха, а згодом наступника Єлисея Плетенецького на посаді архімандрита Києво-Печерської лаври, його попередник і патрон був «отцем не лише для Лаври, але й для всього народу».
Перед смертю Єлисей Плетенецький прийняв схиму під іменем Єфимія. Помер 29 жовтня 1624 року як ієросхимонах. Був похований 17 лютого 1625 року у відреставрованому ним Свято-Успенському храмі Києво-Печерської лаври поряд із надгробком литовського князя Скиргайла і княгині Євпраксії Всеволодовної — сестри Володимира Мономаха. Поховання до нашого часу не збереглося.
У надгробній епітафії згадувалося, що Плетенецький «великую церковь, обветшавшую, от развалин предохранил, монастырские волости древние возвратил, а новые устроил, снабдил оные всем и определил везде священников и сам избрал преемником себе наместника своего иеромонаха Захарию Копыстенского». Копистенський був тим, хто виголосив над померлим прощальну промову (надгробне слово). Після смерті Плетенецького він обійняв посаду лаврського архімандрита і очолив друкарню, засновану його попередником.

## Вшанування пам'яті

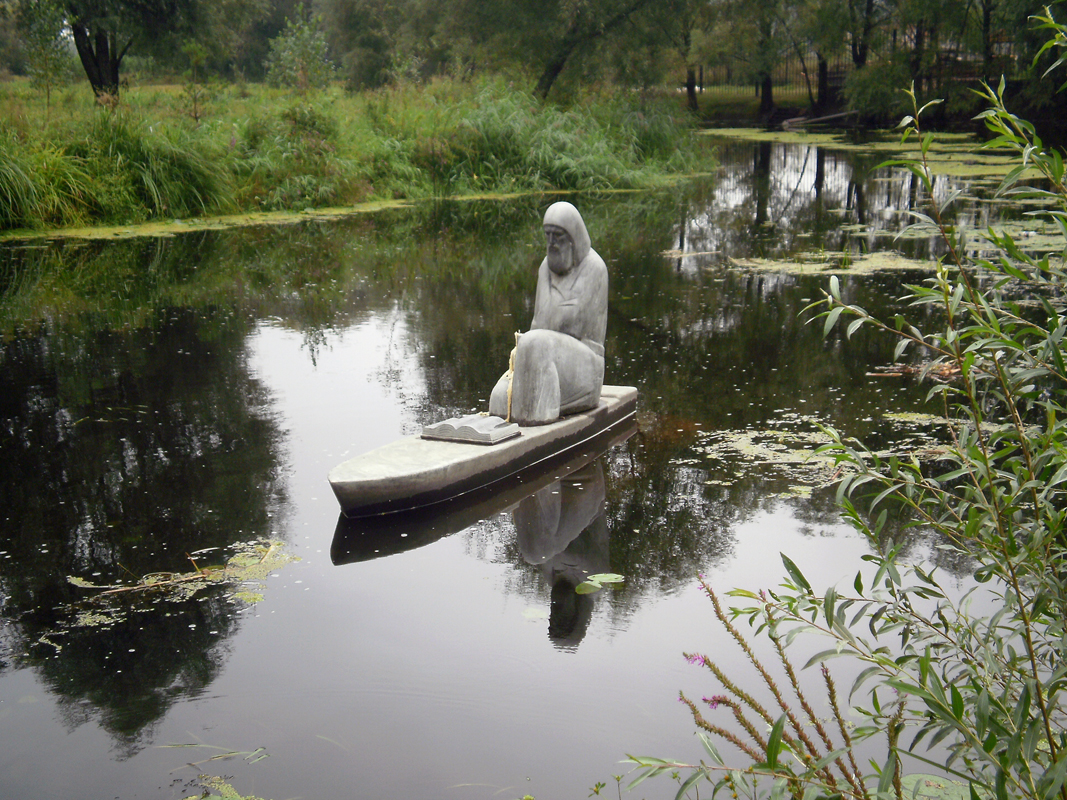
Пам'ятник Єлисею Плетенецькому біля папірні в Радомишлі, відкритий 2009 р.

- У Львові 1993 року на честь Єлисея Плетенецького названо вулицю[3].
- 2009 року в місті Радомишлі на території історико-культурного комплексу «Замок Радомисль» був зведений пам'ятник Єлисею Плетенецькому. Це єдиний на сьогодні в Україні пам'ятник цьому видатному релігійному і культурному діячеві і єдиний в Україні пам'ятник на рухливій поверхні води. Скульптор Владислав Волосенко.
- Канонізований ПЦУ в лиці святих шанованих у Київській єпархії і встановлено день його пам’яті 29 жовтня, а також соборно в другу неділю Великого посту в день пам’яті всіх преподобних отців Печерських.